# Die Baumeister von Arkadia
Die Baumeister von Arkadia ist ein Brettspiel von Rüdiger Dorn. Das Spiel ist 2006 im Ravensburger Spieleverlag erschienen.

## Spielziel
Ziel des Spiels ist es durch den Bau von Gebäuden und des Kastells möglichst viel Geld zu erwirtschaften. Dazu stellen die zwei bis vier Mitspieler die Baumeister begüterter Familien in der Stadt Arkadia dar (Tuchhändler, Gewürzhändler, Zimmermann und Silberschmied) und bauen in deren Auftrag Wohnhäuser, Bauernhöfe, Wirtshäuser, Mühlen, Schmieden, Handelskontore und Klöster. Alle zusammen steuern auch dazu bei, ein Kastell zu errichten, was Einfluss und Ansehen innerhalb der Stadt vergrößert. Wer am Ende das meiste Geld besitzt ist der Sieger.

### Ablauf
In jeder Runde des Spieles hat der Baumeister die Möglichkeit, entweder Arbeiter (auch sogenannte Wanderarbeiter, wenn die Fachkräfte knapp werden) einzusetzen oder einen neuen Auftrag für den Bau eines Gebäudes anzunehmen.
1. Ein neuer Bauplatz (Ablegen eines Gebäudeplättchens) wird mit dem Siegel der auftraggebenden Familie markiert.
2. Setzt er Arbeiter ein, um den Bau eines Gebäudes zu forcieren, werden drumherum Arbeiter-Spielfiguren aufgestellt. Ist ein Gebäude vollständig von anderen Gebäuden oder Bauarbeiter umschlossen, gilt es als fertig, und die Arbeiter werden mit Siegeln der Familien entlohnt. Wer den letzten Zug zur Fertigstellung ausführt, erwirbt neben einem zusätzlichen Markierungssiegel auch die Möglichkeit der Erweiterung des Kastells und dadurch die Wertsteigerung der erworbenen Siegel. Diese Siegel kann man wiederum verkaufen, um sein Vermögen zu mehren.

### Spielende
Das Spiel endet, sobald das zweite Stockwerk des Kastells fertiggestellt ist. Dann kann jeder  Spieler noch einmal agieren, um alle noch vorhandenen Siegel zu veräußern. Der Gewinner ist derjenige Baumeister, der das meiste Gold besitzt.

## Material
Neben dem Spielplan und diversem Spielgeld in Form von Goldplättchen in der Wertung 1, 5 und 10 sind vorhanden:
- 1 Kastell-Bauplatz
- 28 Kastell-Bausteine
- 4 Sichtschirme
- 16 Flaggen
- 40 Baukarten
- 40 Gebäude
- 88 Siegel
- 44 Spielfiguren
- 24 neutrale Figuren

## Auszeichnungen
- Die Baumeister von Arkadia wurde für das Spiel des Jahres 2007 nominiert.
- Zudem erreichte es beim Deutschen Spielepreis 2007 den 6. Platz.